# 右文說
右文說，是訓詁學上一種主張從聲符推求字義的學說，由宋人王聖美首倡。
沈括《夢溪筆談》卷十四有云：「王聖美治字學，演其義以為右文。古之字書，皆從左文。凡字，其類在左，其義在右。如木類，其左皆從木。所謂右文者，如『戔』，小也；水之小者曰『淺』，金之小者曰『錢』，歹之小者曰『殘』，貝之小者曰『賤』。如此之類，皆以『戔』為義也。」
這種學說認為，形聲字中義符表示了一般事類範圍，而聲符有時不只是示聲音，相同聲符的一組形聲字往往具有共同意義，這一意義由聲符賦予。例如上引的一段說明，「淺」、「錢」、「殘」、「賤」等字皆以「戔」為聲符，而「戔」又有細小之意，因此「淺」、「錢」、「殘」、「賤」四字都有細小之意。而因為聲符大多居於字的右側，所以人們稱這一學說為右文說。

## 右文說與同源詞的關係
「右文說」可說是古人研究同源詞之濫觴，它初步注意到同源詞聲近義通的特徵，為日後同源詞的考訂提供了基礎。

## 右文說的局限
它把「聲近」局限在聲旁的形體之上，因而出現了兩個謬誤：
1. 同源詞雖必聲近，但不一定聲旁相同，如「超」與「卓」；
2. 聲旁相同之形聲字雖多聲近，但卻往往無關乎同源詞，如「楚」與「礎」。